# 洛迪省
洛迪省 （義大利語：Provincia di Lodi）是意大利倫巴第大區的一個省。面積782平方公里，2005年5月底人口209,874人。首府洛迪。
下分60市鎮。